# Justinian Marina

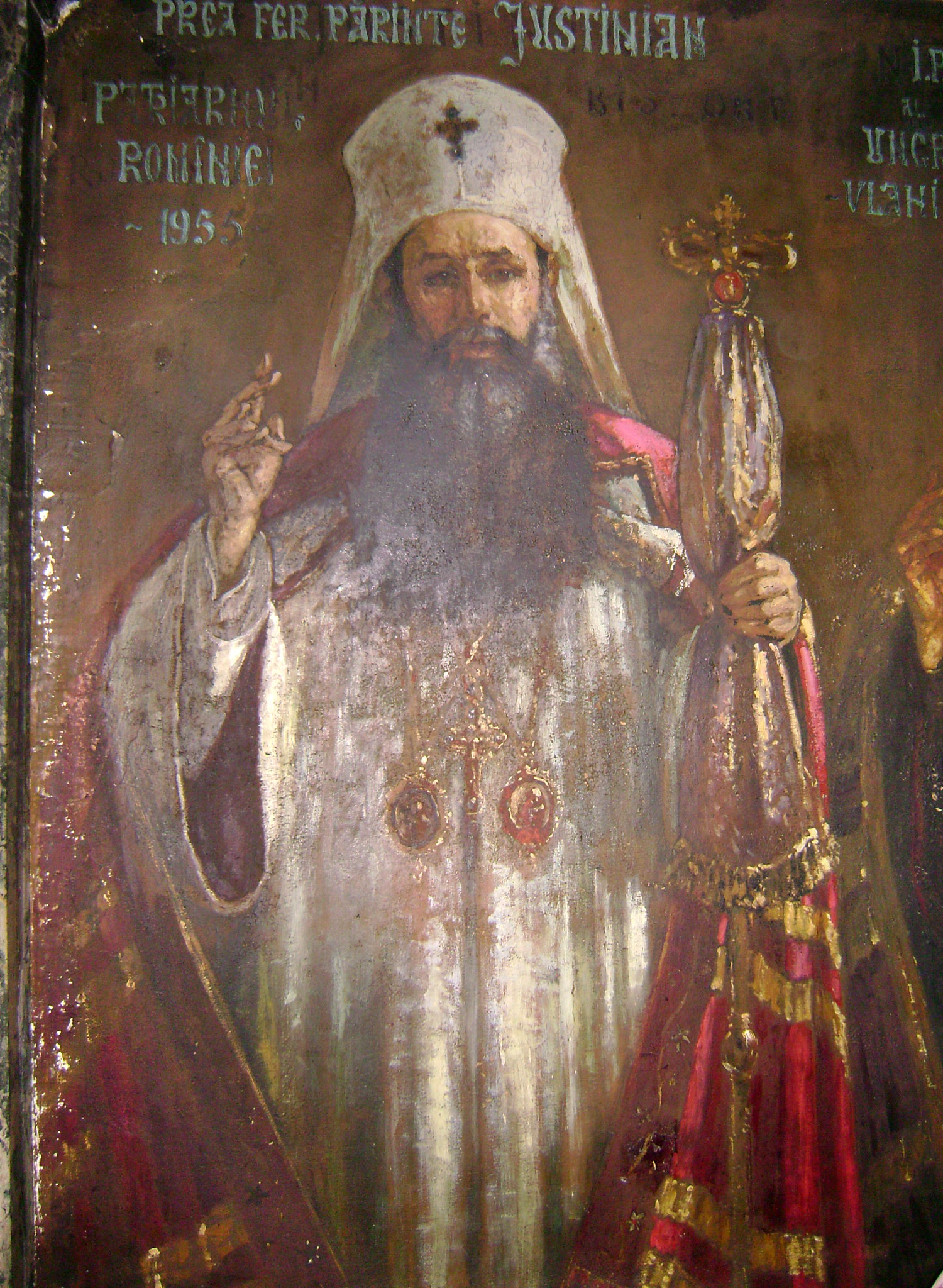
Justinian Marina

Justinian Marina (monastieke naam van: Ioan Marina)(Șuești (Vâlcea), 2 februari 1902 - Boekarest, 26 maart 1977) was een Roemeens-orthodox geestelijke. Hij was de derde patriarch van 24 mei 1948 tot 26 maart 1977 van de Roemeens-Orthodoxe Kerk.
Hij studeerde aan de theologische faculteit van de Universiteit van Boekarest. In 1923 werd hij tot priester gewijd. Daarna werd hij lid van de staf, later directeur, van het seminarie van Râmnicu Vâlcea. In 1947 werd hij metropoliet van Moldavië en Suceava.
Justinian Marina werd op 27 mei 1948, als opvolger van de overleden patriarch Nicodim Munteanu, als Justinian I tot patriarch van de Roemeens-Orthodoxe Kerk, aartsbisschop van Boekarest en metropoliet van Ungro-Vlahia gekozen. Hij verbond zich met de communisten en accepteerde de vervolging van de Rooms-Katholieke Kerk en de ontbinding van de Roemeense Grieks-Katholieke Kerk, die werd opgenomen in de Roemeens-Orthodoxe Kerk. Zijn samenwerking met de communistische autoriteiten droeg er mede aan bij dat de Roemeens-Orthodoxe Kerk een groot deel van haar zelfstandigheid behield.
Justinian Marina onderhield nauwe betrekkingen met andere kerken, waaronder de Anglicaanse Kerk. In 1965 bezocht aartsbisschop Michael Ramsay Roemenië en onderscheidde Justinian met het Lambeth Kruis vanwege zijn bijdrage aan christelijke eenheid. 
Vlak voor zijn overlijden gaf Justinian de Roemeens-Orthodoxe Kerk opdracht om aan buitenlandse kerkelijke leiders eredoctoraten uit te reiken.
Justinian Marina werd als patriarch opgevolgd door Iustin Moisescu.
Miron · Nicodim · Justinian · Justin · Teoctist · Daniel